# Родригес, Ирина
Ирина Родригес Альварес (исп. Irina Rodríguez Álvarez; род. 16 сентября 1977, Барселона) — испанская спортсменка (синхронное плавание), серебряный призер летних Олимпийских игр 2008 года в группе.